# Stadel (Markdorf)
Stadel ist ein Teilort Riedheims, einer von zwei Ortschaften der Stadt Markdorf im Bodenseekreis in Baden-Württemberg, Deutschland.

## Geographie
Das kleine Dorf Stadel liegt auf der Gemarkung Riedheim am Fuß des Gehrenbergs.
Die Gemarkung Stadel umfasste 300 Hektar (Stand: Aufhebung Sondergemarkung 1924).

## Geschichte
Auf der Gemarkung von Stadel verzeichnete Karl Eduard Paulus eine Römerstraße, die von Meersburg her kommend über Ittendorf und Bergheim weiter über Bavendorf nach Ravensburg führte. 
Stadel selbst wurde im Jahr 1216 erstmals als Stadile urkundlich bezeugt, als Friedrich II. dem Kloster Wald die Schenkung eines Gutes durch Heinrich von Bitzenhofen bestätigte. Der Ortsname leitet sich vom althochdeutschen Wort „stadal“ (= Scheune) ab. Von 1246 bis 1287 war hier Ortsadel ansässig, davon zeugt noch heute der Flurname „Burgreute“.
Stadel war bis 1803 Teil der Grafschaft Heiligenberg, die seit dem 16. Jahrhundert von den Fürsten zu Fürstenberg regiert wurde. Danach kam das Dorf zum Großherzogtum Baden.
Ab dem 17. Jahrhundert gab es in Stadel eine Poststation mit zugehöriger Tafernwirtschaft, sie wurde mit dem Aufkommen des Eisenbahnverkehrs im Jahr 1853 aufgehoben. Die Station war der östlichste Punkt des Landes Baden an der Grenze nach Württemberg. Hier allein wurde zwei Jahre lang die Post mit „Stadel 134“ gestempelt, einem heute sehr selten gewordenen Poststempel.
Das Ministerium des Innern in Karlsruhe verfügte 1924 per Erlass, die Sondergemarkungen von Gangenweiler, Hepbach, Leimbach und Stadel aufzuheben und mit Riedheim zu einer Gemeinde mit dem Namen Riedheim zu vereinigen.
Nach dem Ende des Zweiten Weltkriegs errichtete die Verwaltung der Französischen Besatzungszone in Stadel ein Grenzhäuschen, das nur für kurze Zeit bestand. Der Grenzstein nach Oberteuringen ist heute noch erhalten.
Im Zuge der Gemeindereform wurden die ehemals selbständige Gemeinden Riedheim mit Wirkung zum 1. März 1972 in die Stadt Markdorf eingemeindet.

### Religion
Kirchlich gehörte Stadel bis 1837 zur Pfarrei Oberteuringen, dann zur Pfarrei Bergheim und seit 1858 zur Pfarrei Hepbach.

### Einwohner
Stadel hat 102 Einwohner (Stand: Mai 2015).

## Sehenswürdigkeiten
- Die katholische Wegkapelle an der Straße nach Gangenweiler wurde in der ersten Hälfte des 19. Jahrhunderts erbaut. Der denkmalgeschützte Sakralbau weist eine gemauerte Nische mit Vordach auf. Zur Ausstattung gehören zwei achteckige Säulen, in der Nische steht ein farbig gefasstes Holzkruzifix, das wohl aus dem 18. Jahrhundert stammt.[6]

## Wirtschaft und Infrastruktur
Die frühere Viehwirtschaft wurde immer mehr vom Obstbau verdrängt, der den Ort heute noch prägt.

### Wasserversorgung
Bei der Wassererschließung kam es zu einem Kuriosum. Nachdem zuvor zahlreiche Versuche der Gemeinde und von Privatleuten erfolglos geblieben waren, fand schließlich ein Wünschelrutengängers die Quelle „Im Esch“.

### Verkehr
Die Ortsdurchfahrt von Stadel ist Teil der Bundesstraße 33.